# جشنواره فیلم و موسیقی کاستندورف
جشنواره فیلم کاستندورف (صربی: Кустендорф филмски фестивал) یک رویداد سالانه است که در اوایل ژانویه در روستای درونگراد (که با نام کاستندورف نیز شناخته می‌شود) در منطقه موکرا گورا صربستان برگزار می‌شود.
این جشنواره در سال ۲۰۰۸ توسط شرکت تهیه‌کنندگی فیلمساز امیر کوستوریتسا تأسیس شد. این جشنواره هیچ حامی مالی ندارد و بخشی از بودجه آن توسط وزارت فرهنگ صربستان تأمین می‌شود. این جشنواره علاوه بر نمایش فیلم‌های بلند، در چندین بخش رقابتی برای اجراهای موسیقی وفیلم‌های کوتاه نیز برنامه دارد. جایزه اصلی جشنواره، تخم مرغ طلایی (Zlatno jaje)، به بهترین فیلم کوتاه اهدا می‌شود. جایزه ویلکو فیلاچ به بهترین فیلمبرداری اهدا می‌شود.
این جشنواره هر ساله سینماگران برجسته جهان را دعوت می‌کند تا به عنوان داور یا مهمان ویژه حضور داشته باشند و از ایران تاکنون اصغر فرهادی، عباس کیارستمی، لیلا حاتمی و بهمن قبادی در این رویداد سینمایی حضور داشته‌اند.